# Сувад Катана
Сувад Катана (босн. Suvad Katana, 6 квітня 1969 — 8 січня 2005, Сараєво) — боснійський футболіст, що грав на позиції захисника.
Виступав, зокрема, за клуби «Желєзнічар» та «Локерен», а також національну збірну Боснії і Герцеговини.

## Клубна кар'єра
У дорослому футболі дебютував 1987 року виступами за команду «Желєзнічар», в якій провів п'ять сезонів, взявши участь у 96 матчах чемпіонату Югославії. Після того як навесні 1992 року почалась облога Сараєва і команда припинила виступи в чемпіонаті, Катана втік до Бельгії де став виступати за місцеві клуби «Генк», «Гент» та «Андерлехт», провівши у кожному по два роки.
Протягом сезону 1998/99 років захищав кольори турецького клубу «Аданаспор».
Влітку 1999 року повернувся до Бельгії і перейшов до клубу «Локерен», за який відіграв 5 сезонів. Завершив професійну кар'єру футболіста виступами за команду «Локерен» у 2004 році.

## Виступи за збірну
24 квітня 1996 року дебютував в офіційних матчах у складі національної збірної Боснії і Герцеговини в товариській грі проти Албанії (2:1)
Останній матч за збірну провів 14 жовтня 1998 року у відбірковому матчі до чемпіонату Європу 2000 року проти Литви (2:4). Загалом протягом кар'єри в національній команді, яка тривала 3 років, провів у її формі 10 матчів.

## Особисте життя і смерть
Після завершення кар'єри Катана працював у компанії з нерухомості колишнього одноклубника Гордана Видовича.
Помер 8 січня 2005 року на 36-му році життя у місті Сараєво після зупинки серця. У нього залишилися дружина та двоє дітей.